# Centre Étienne-Desmarteau
Le Centre Étienne-Desmarteau est un centre sportif à Montréal au Québec, Canada. Il est situé au 3430 rue de Bellechasse près du boulevard Saint-Michel dans l'arrondissement Rosemont-Petite-Patrie. Érigé en 1975 - 1976, le complexe fut le site des compétitions préliminaires de basket-ball lors des Jeux olympiques d'été de 1976. Il honore la mémoire de l’olympien montréalais Étienne Desmarteau qui s'est illustré durant les Jeux Olympiques de 1904.

## Survol
Le complexe sportif comporte deux patinoires : l'aréna Caroline Ouellette, possédant 2200 sièges, et la patinoire Jean Trottier, avec 600 sièges. Le Centre  Étienne Desmarteau possède également deux gymnases olympiques, des vestiaires pour les joueurs, une salle d’haltérophilie, une salle pour l'entrainement et une cafétéria. Cette cafétéria (avec service de restauration) est ouverte aux athlètes et au public.

## Utilisation
Après les Jeux Olympiques de 1976, le complexe se consacre aux sports de hockey sur glace et de la ringuette. Il a été jusqu'en 2017 la demeure officielle des Canadiennes de Montréal (anciennement les Stars de Montréal) une équipe professionnelle de la Ligue canadienne de hockey féminin et est celle du Montréal Mission une équipe semi-professionnelle de la Ligue Nationale de Ringuette. De plus, de nombreux tournois amateurs s'y tiennent chaque année,

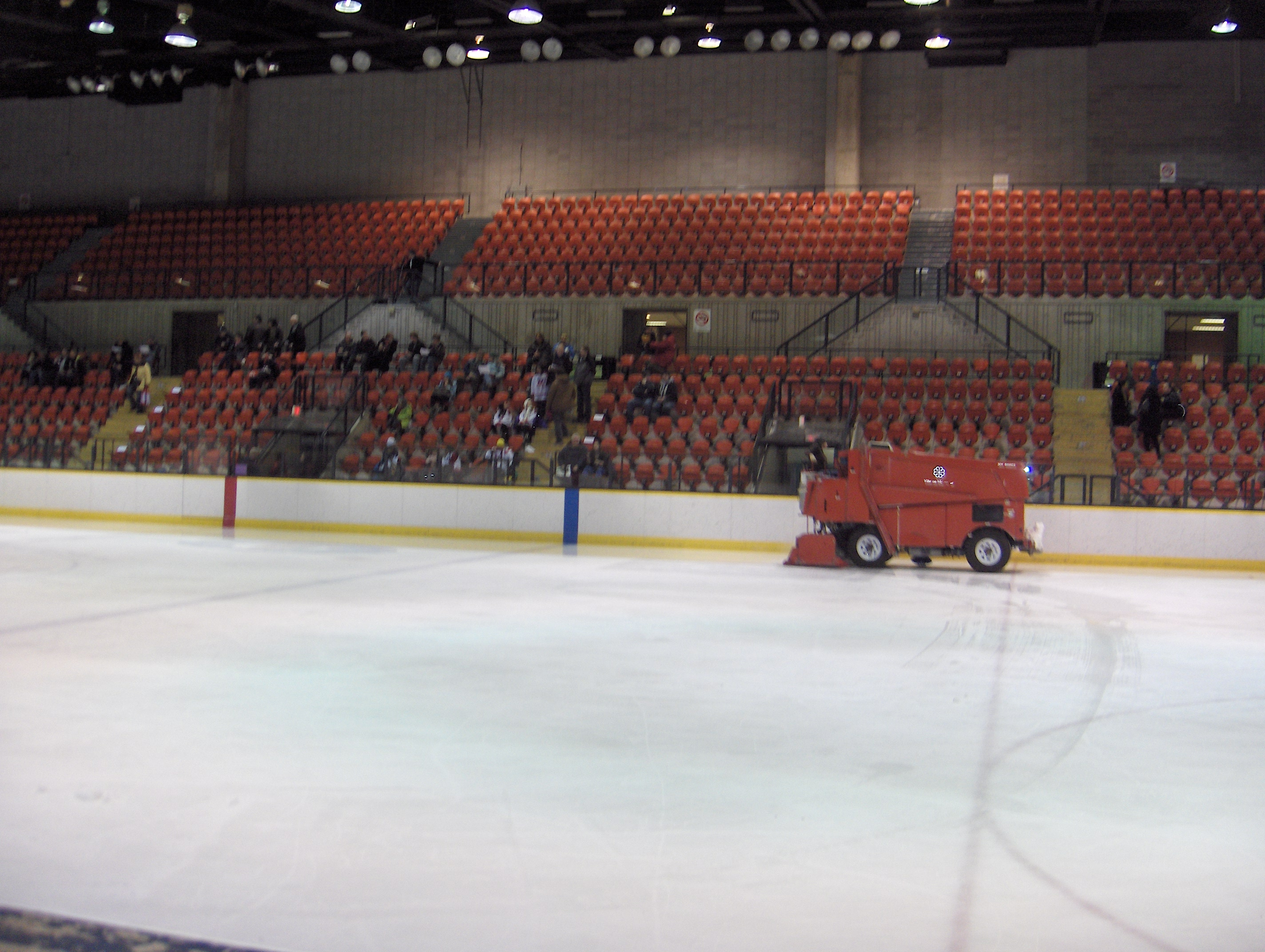
La Patinoire Caroline Ouellette avec ses 2200 sièges
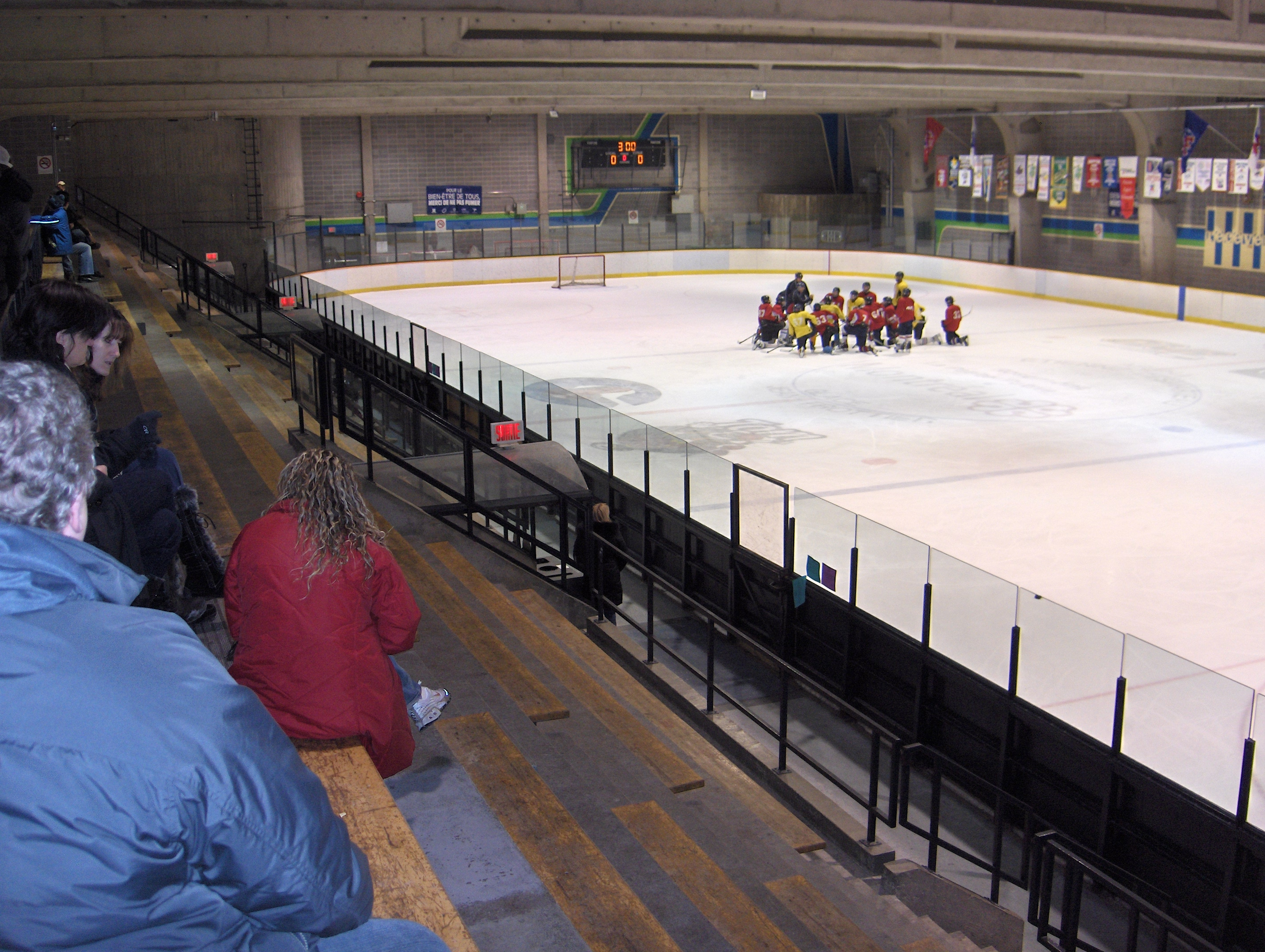
Entraînement de ringuette sur la patinoire Jean Trottier,
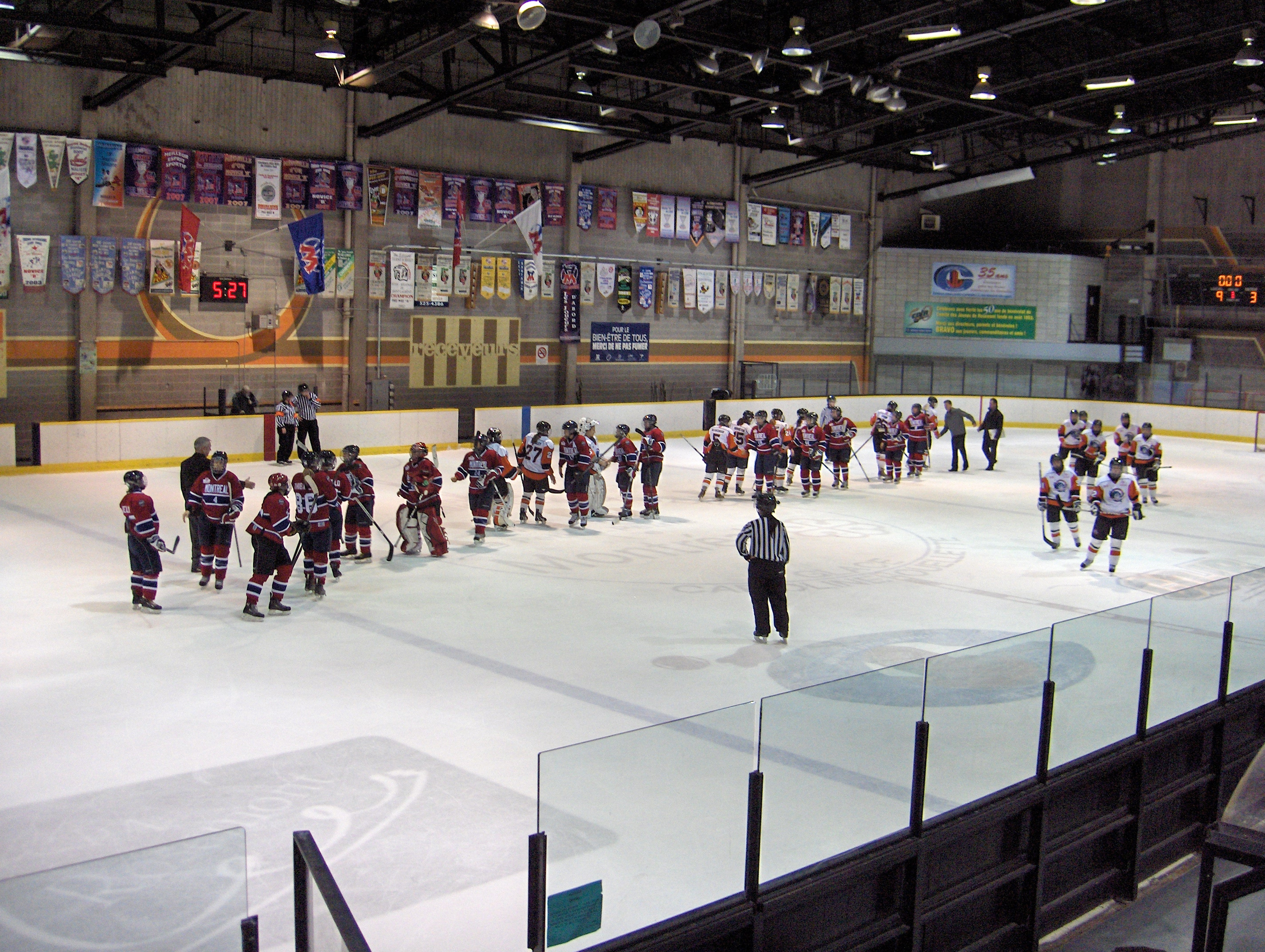
Match des Stars de Montréal au Centre Étienne Desmarteau